# يوشيهيسا أوكومورا
يوشيهيسا أوكومورا (باليابانية: 奥村善久؛ بالكانا: おくむら よしひさ) هو أستاذ جامعي ومهندس ياباني، ولد في 1926 في كانازاوا في اليابان.